# Luna 2
Luna 2 (russisk: Луна 2) var en sovjetisk rumsonde, der som det første menneskeskabte objekt ramte Månens overflade d. 13. september 1959 klokken 21:02,14 UTC, i Mare Imbrium (Regnskyllenes Hav). Da Sovjetunionen var ret hemmelighedsfuld, troede den vestlige presse at den hed Lunik 2, efter Sputnik. Lunik-navnet nævnes stadig, især i engelsksproget litteratur.
Luna 2 var en 387 kg tung rumsonde, som blev opsendt med en R-7-raket fra den sovjetiske rumhavn Bajkonur-kosmodromen den 12. september 1959, kl. 06:39:42 UTC. Rumfartøjet ramte Månen ca. 38½ time senere. Undervejs udsendte den natriumdampe for at lette visuel observation af sondens bane. En halv time efter ramte løfterakettens tredje trin også Månen.
Rumsonden havde en geigertæller, mikrometeoroidemåler, magnetometer og scintillometer, der sendte ny information til forskerne om solvinden, samt bekræftede, at Månen ikke har noget særligt magnetfelt, ligesom sonden heller ikke fandt beviser på eksisterende strålingsfelter på Månen.
Man havde planer om at fylde Luna 2 med magnesium, ligesom en gammel blitz, eller trotyl, så man kunne observere nedslaget fra Jorden. Hele missionen gik ud på at skræmme amerikanerne.[kilde mangler] Sputnik 1 havde bevist, at Sovjetunionen havde raketter, der kunne transportere kernevåben helt til USA, mens Luna 2 beviste, at de også kunne ramme. Månen er ganske vist væsentlig større end Chicago eller New York, men den ligger også længere væk.
Imidlertid forærede Nikita Khrusjtjov under sit besøg i USA 15. september den amerikanske præsident Eisenhower en kopi af rumskibets udsmykning som gave. I dag opbevares gaven i Eisenhower Presidential Library and Museum i Abilene i Kansas. 
Meldingen om Luna 2s månelanding nåede først Vesten fra det engelske observatorium Jodrell Bank, hvorefter planetariet i Moskva bekræftede det. I samtidens aviser blev der oplyst, at den blev drevet af "et nyt brændstof og kunne styres". "Det sovjetiske hammer og segl blev eftertrykkeligt plantet på Månen, da Luna 2 med en fart af 3,2 km/s landede i nærheden af Stilhedens Hav, meldte Bergens Tidende 14. september 1959. Overskriften var "Russisk raket først på Månen!" og med mindre skrift: "Vil russerne kræve herredømmet over Månen?" Avisen meldte, at "verden i dag står overfor et ny problem, som kan få uoverskuelige følger: Kan noget land kræve overherredømme over Månen?" Det blev tilføjet, at russerne aldrig havde fremsat noget sådant krav; men "enkelte kredse frygter for, at Månen kan blive et nyt stridsspørgsmål mellem øst og vest."